# Vrbovka
Vrbovka este o comună slovacă, aflată în districtul Veľký Krtíš din regiunea Banská Bystrica. Localitatea se află la altitudinea de 151 m deasupra n.m., se întinde pe o suprafață de 10,6 km2 și în 2017 număra 347 de locuitori.

## Istoric
Localitatea Vrbovka este atestată documentar din 1327.

## Demografie
| An:                | 1994 | 2004   | 2014    | 2024    |
| ------------------ | ---- | ------ | ------- | ------- |
| Număr de persoane: | 452  | 413    | 351     | 315     |
| Diferență:         |      | −8,62% | −15,01% | −10,25% |

| An:                | 2023 | 2024   |
| ------------------ | ---- | ------ |
| Număr de persoane: | 321  | 315    |
| Diferență:         |      | −1,86% |